# Автономные районы Вьетнама

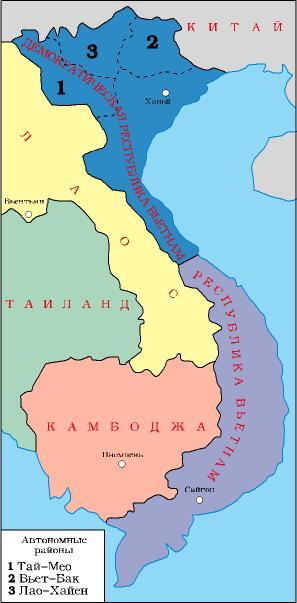
Автономные районы Вьетнама (конец 1950-х)

Автономные районы Вьетнама (вьет. Khu tự trị) — административно-территориальные единицы Вьетнама, существовавшие в 1955—1978 годах. Всего существовало 3 таких района. Они создавались на территориях, населённых преимущественно национальными меньшинствами. Создание национальных автономий было предусмотрено конституцией Вьетнама 1945 года.
- 1. Тхаймео (Thái-Mèo) — образован в 1955 году на северо-западе Вьетнама. В 1962 году переименован в Северо-Западный автономный район (Tây Bắc). Был населён преимущественно народами тхай и мяо.
- 2. Вьетбак (Việt-Bắc) — образован в 1956 году на севере Вьетнама. Был населён преимущественно народами тай (тхо), нунги и яо
- 3. Лаохайен (Lào-Hà-Yên) — образован в 1957 году в верховьях реки Красной.

Автономные районы делились на районы (châu), а те, в свою очередь, на общины (xã).
В 1978 году автономные районы были ликвидированы «в интересах ускорения построения социализма».